# 22,5 cm Minenwerfer M. 15
A 22,5 cm Minenwerfer M. 15 egy nehéz aknavető volt, melyet az Osztrák–Magyar Monarchia használt az első világháború alatt. A fegyvert a Böhler fejlesztette ki a német gyártmányú Ehrhardt 25 cm schwerer Minenwerfer alternatívájaként, mivel a Böhler cégnek a német típus licenc alapján történő gyártásával gondjai adódtak. Az aknavető hagyományosan elöltöltős, simacsövű típus volt, amely nem rendelkezett hátrasiklási rendszerrel. Az aknavető célzásához az egész eszközt kellett mozgatni. A fegyver nem volt túl pontos és gyakran megesett, hogy a lövedékek a levegőben átbillentek, majd az oldalukon értek földet, így nem robbantak föl. Az aknavetőhöz repesz-romboló és gáz tartalmú gránátokat használtak. A szállításhoz a Gebirgsgeschütz M. 99 hegyilövegről származó kerekeket használták.
Az M. 17 változatot ellátták a magassági irányzást elősegítő emelőcsavarokkal és megerősített forgattyúcsapokkal. Létezett még egy M. 16 jelölésű változat is, de nem ismert a különbség a korábbi és az M. 16 verziók között.

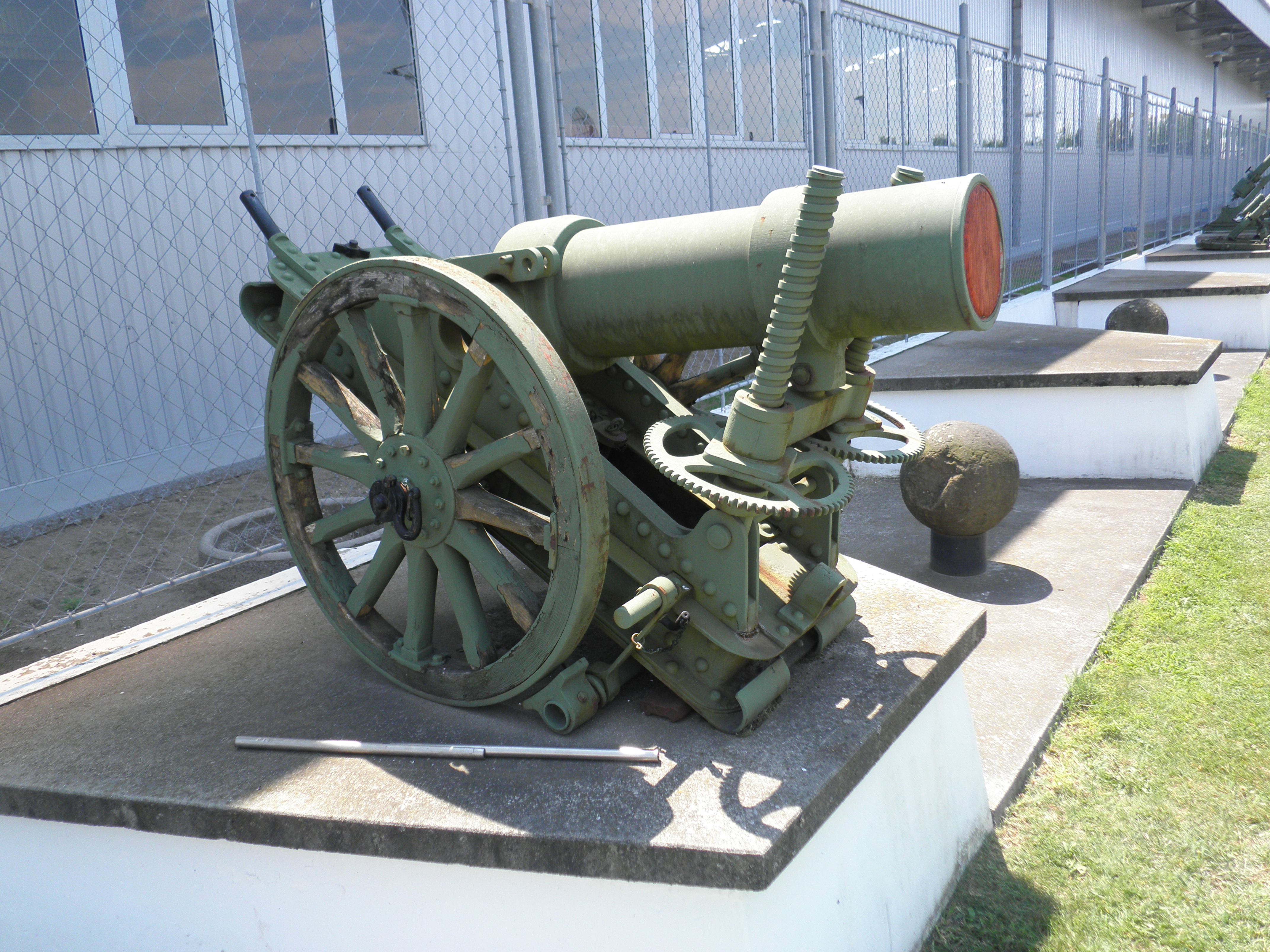
22,5 cm Minenwerfer M. 17 a keceli haditechnikai parkban.

## Fordítás
- Ez a szócikk részben vagy egészben  a(z)   22.5 cm Minenwerfer M 15 című angol Wikipédia-szócikk ezen változatának fordításán alapul.  Az eredeti cikk szerkesztőit annak laptörténete sorolja fel. Ez a jelzés csupán a megfogalmazás eredetét és a szerzői jogokat jelzi, nem szolgál a cikkben szereplő információk forrásmegjelöléseként.